# 尹明淑
尹 明淑（ユン ミョンスク；韓国語: 윤 명숙）は、韓国の歴史学者。専門は日本近現代史、日韓関係史。忠南大学校国家戦略研究所主任研究員、中国慰安婦問題研究センター客員研究員。

## 経歴
大韓民国ソウル特別市城東区で生まれた。1985年に来日し、1991年に東京外国語大学外国語学部を卒業。一橋大学大学院社会学研究科修士課程に進み、1994年に修了。2000年に同博士課程を修了した、審査員糟谷憲一、吉田裕、坂元ひろ子、中野聡により社会学博士の学位を取得。
高崎経済大学経済学部非常勤講師を経て、2001年に一橋大学大学院社会学研究科助手に採用された。2002年より東京外国語大学外国語学部非常勤講師。
日本の慰安婦研究の権威とされ、真実和解の為の過去史整理委員会調査官、忠南大学校国家戦略研究所主任研究員、中国慰安婦問題研究センター客員研究員などを務めている  。

## 著作
著書
- 『日本の軍隊慰安所制度と朝鮮人軍隊慰安婦』明石書店
  - 韓国語訳版《조선인 군위안부와 일본군 위안소제도》윤명숙저, 최민순역. 이학사.

[『朝鮮の軍慰安婦と日本軍慰安所制度』尹明淑著、チェ・ミンスン訳、而学社]